# Léon Campstein
Léon Campstein, né le 29 juin 1947 à Fexhe-Slins est un homme politique belge wallon, membre du PS.
Il est chef de service administratif à la ville de Liège
Il est échevin de Herstal.
Il est décoré de la médaille civique de 1re classe.

## Fonctions politiques
- Député fédéral belge du 7 mars 2001 au 10 avril 2003 en remplacement de Michel Daerden